# トム・シャパレー
トム・シャパレー(Tom Shaparre)は、東京都出身の歌手、シンガーソングライター 。代表曲に「雪の街の少女」や「ミア」（mia!）などがある。
主にDTMで作曲し、ボーカル及びギターとピアノを演奏、コーラスアレンジも手がける。